# Smash-produit
En mathématiques et plus précisément en topologie algébrique, le smash-produit X∧Y de deux espaces topologiques pointés (X, x0) et (Y, y0) est le quotient du produit X × Y par les identifications (x, y0) ∼ (x0, y), pour tout x ∈ X et tout y ∈ Y. Cet espace dépend du pointage (sauf si X et Y sont homogènes).
Les espaces X et Y sont plongés dans X × Y par identification aux sous-espaces X × {y0} et {x0} × Y, qui s'intersectent en un seul point : (x0, y0), le point base de X × Y. La réunion de ces deux sous-espaces est donc homéomorphe au wedge X∨Y, ce qui permet d'écrire le smash-produit comme le quotient suivant :
Le smash-produit a d'importantes applications en théorie de l'homotopie, où l'on travaille souvent avec des sous-catégories de la catégorie des espaces topologiques, ce qui conduit à modifier légèrement la définition. Par exemple dans la sous-catégorie des CW-complexes on remplace, dans la définition, le produit d'espaces topologiques par le produit de CW-complexes.

## Exemples
Le smash-produit de tout espace pointé X avec une n-sphère est homéomorphe à la suspension réduite de X itérée n fois :
Par exemple : X∧S0 =X, X∧S1 = ΣX et Sm∧Sn = ΣnSm = Sm + n, en particulier S1∧S1 = ΣS1 = S2 est un quotient du tore T2.  

## Interprétation comme produit monoïdal symétrique
Pour tous espaces pointés X, Y et Z d'une sous-catégorie « appropriée », comme celle des espaces compactement engendrés, on a des homéomorphismes naturels (préservant le point base) :
qui font d'une telle sous-catégorie une catégorie monoïdale symétrique, avec le smash-produit comme produit monoïdal et la 0-sphère pointée (l'espace discret à deux éléments) comme objet unité.
La catégorie naïve des espaces pointés, qui n'est pas cartésienne fermée, n'est pas monoïdale : (ℚ∧ℚ)∧ℕ ≄ ℚ∧(ℚ∧ℕ).

## Situation d'adjonction
Le smash-produit joue, dans la catégorie des espaces pointés, le même rôle que le produit tensoriel dans la catégorie des modules sur un anneau commutatif. En particulier si A est localement compact, le foncteur (–∧A) est adjoint à gauche du foncteur Hom(A, –) :
où Hom(A,Y) est l'espace des morphismes d'espaces pointés, muni de la topologie compacte-ouverte.
En prenant pour A le cercle unité S1, on obtient que le foncteur suspension réduite Σ est adjoint à gauche du foncteur espace des lacets Ω :